# Långevatten (Tanums socken, Bohuslän)
Långevatten är en sjö i Tanums kommun i Bohuslän och ingår i Enningdalsälvens huvudavrinningsområde. Sjön är 9 meter djup, har en yta på 0,2 kvadratkilometer och befinner sig 108 meter över havet. Vid provfiske har abborre, gädda och mört fångats i sjön.

## Delavrinningsområde
Långevatten ingår i det delavrinningsområde (652044-125052) som SMHI kallar för Mynnar i Södra Bullaresjön. Medelhöjden är 116 meter över havet och ytan är 52,07 kvadratkilometer. Det finns ett avrinningsområde uppströms, och räknas det in blir den ackumulerade arean 61,55 kvadratkilometer. Grimån som avvattnar avrinningsområdet har biflödesordning 2, vilket innebär att vattnet flödar genom totalt 2 vattendrag innan det når havet efter 36 kilometer. Avrinningsområdet består mestadels av skog (62 %), öppen mark (21 %) och jordbruk (13 %). Avrinningsområdet har 0,45 kvadratkilometer vattenytor vilket ger det en sjöprocent på 0,9 %.